# (20857) Richardromeo
(20857) Richardromeo (2000 VA30) – planetoida z pasa głównego asteroid okrążająca Słońce w ciągu 3,89 lat w średniej odległości 2,47 j.a. Odkryta 1 listopada 2000 roku.